# Houston Oilers 1980
La stagione 1980 degli Houston Oilers è stata la decima della franchigia nella National Football League, la 20ª complessiva. Come nell'anno precedente, la squadra ebbe un record di 11 vittorie e 5 sconfitte terminando al secondo posto della AFC Central Division ma venendo subito eliminata nel primo turno di playoff dagli Oakland Raiders. Earl Campbell, alla terza stagione in carriera, guidò per la terza volta la lega in yard corse e fu nuovamente premiato come miglior giocatore offensivo dell'anno della NFL.

## Scelte nel Draft 1980
| Scelte degli Oilers nel Draft 1980 |        |                  |                  |                  |
| Giro                               | Scelte | Giocatore        | Ruolo            | College          |
| 2                                  | 38     | Angelo Fields    | Offensive tackle | Michigan State   |
| 2                                  | 52     | Daryle Skaugstad | Defensive tackle | California       |
| 3                                  | 79     | Tim Smith        | Wide receiver    | Nebraska         |
| 4                                  | 106    | Chris Combs      | Tight end        | New Mexico       |
| 5                                  | 134    | John Corker      | Linebacker       | Oklahoma State   |
| 7                                  | 182    | Craig Bradshaw   | Quarterback      | Utah State       |
| 8                                  | 217    | Harold Bailey    | Wide receiver    | Oklahoma State   |
| 9                                  | 244    | Ed Harris        | Running back     | Bishop           |
| 11                                 | 301    | Ed Preston       | Wide receiver    | Western Kentucky |
| 12                                 | 328    | Wiley Pitts      | Wide receiver    | Temple           |

## Roster
| Roster degli Houston Oilers nel 1980 |
| --- |
| Quarterback - 10 Craig Bradshaw - 14 Gifford Nielsen - 12 Ken Stabler Running Back - 39 Adger Armstrong - 34 Earl Campbell - 26 Rob Carpenter - 42 Boobie Clark FB - 47 Ronnie Coleman - 45 Tim Wilson FB Wide Receiver - 81 Jeff Groth - 84 Billy Johnson - 82 Mike Renfro - 85 Carl Roaches - 83 Tim Smith Tight End - 86 Mike Barber - 87 Dave Casper - 88 Rich Caster Offensive Linemen - 58 David Carter C/G - 66 Greg Davidson C - 77 Angelo Fields T - 60 Ed Fisher G - 74 Leon Gray T - 70 Conway Hayman G - 55 Carl Mauck C - 76 Morris Towns T Defensive Linemen - 75 Jesse Baker DE - 65 Elvin Bethea DE - 78 Curley Culp NT - 69 Andy Dorris DE - 71 Ken Kennard NT - 67 Mike Stensrud DE Linebacker - 54 Gregg Bingham ILB - 52 Robert Brazile OLB - 57 John Corker OLB - 41 Sammy Green - 53 Thomas Henderson OLB - 50 Daryl Hunt ILB - 56 Art Stringer ILB - 51 Ted Thompson ILB - 59 Ted Washington OLB Defensive Back - 36 Carter Hartwig CB/FS - 32 Vernon Perry SS - 37 Mike Reinfeldt FS - 27 Greg Stemrick CB - 28 Jack Tatum FS - 33 J.C. Wilson CB Special Team - 16 Toni Fritsch K - 18 Cliff Parsley P |
| Legenda - I rookie sono in corsivo. - Il primo ruolo è il principale mentre gli eventuali successivi indicano i ruoli secondari. - (IR) sta per Injured Reserve ed indica la lista ristretta per un solo giocatore infortunato che può tornare ad allenarsi dopo la settimana 6 e a rientrare in prima squadra dopo che questa ha giocato 8 partite. - (NF-Inj.) / (NF-Ill.) stanno rispettivamente per Non-Football Injured e Non-Football Illness ed indicano le liste dove viene inserito un giocatore che ha un infortunio o una malattia non dipendente dal football americano. - (PUP) sta per Physically Unable to Perform ed indica la lista dove viene inserito un giocatore mentre è in attesa di recuperare la condizione fisica. Nella stagione regolare dopo la sesta partita giocata dalla propria squadra, il giocatore ha tempo tre settimane per riprendere ad allenarsi, più tre settimane aggiuntive dal suo rientro agli allenamenti per rientrare in prima squadra. |

Fonte:

## Calendario
| Stagione regolare |                        |           |           |         |                   |        |
| Turno             | Avversario             | Risultato | P. Oilers | P. avv. | Primi down Oilers | Record |
| 1                 | at Pittsburgh Steelers | S         | 17        | 31      | 16                | 0–1    |
| 2                 | at Cleveland Browns    | V         | 16        | 7       | 23                | 1–1    |
| 3                 | Baltimore Colts        | V         | 21        | 16      | 27                | 2–1    |
| 4                 | at Cincinnati Bengals  | V         | 13        | 10      | 20                | 3–1    |
| 5                 | Seattle Seahawks       | S         | 7         | 26      | 16                | 3–2    |
| 6                 | at Kansas City Chiefs  | S         | 20        | 21      | 21                | 3–3    |
| 7                 | Tampa Bay Buccaneers   | V         | 20        | 14      | 23                | 4–3    |
| 8                 | Cincinnati Bengals     | V         | 23        | 3       | 17                | 5–3    |
| 9                 | at Denver Broncos      | V         | 20        | 16      | 23                | 6–3    |
| 10                | New England Patriots   | V         | 38        | 34      | 20                | 7–3    |
| 11                | at Chicago Bears       | V         | 10        | 6       | 20                | 8–3    |
| 12                | at New York Jets       | S         | 28        | 31      | 28                | 8–4    |
| 13                | Cleveland Browns       | S         | 14        | 17      | 17                | 8–5    |
| 14                | Pittsburgh Steelers    | V         | 6         | 0       | 13                | 9–5    |
| 15                | at Green Bay Packers   | V         | 22        | 3       | 22                | 10–5   |
| 16                | Minnesota Vikings      | V         | 20        | 16      | 23                | 11–5   |

## Classifiche
| AFC Central         | AFC Central | AFC Central | AFC Central | AFC Central | AFC Central | AFC Central | AFC Central | AFC Central | AFC Central |
|                     | V           | S           | P           | %           | DIV         | CONF        | PF          | PS          | Str.        |
| ------------------- | ----------- | ----------- | ----------- | ----------- | ----------- | ----------- | ----------- | ----------- | ----------- |
| Cleveland Browns(2) | 11          | 5           | 0           | .688        | 4–2         | 8–4         | 357         | 310         | V1          |
| Houston Oilers(5)   | 11          | 5           | 0           | .688        | 4–2         | 7–5         | 295         | 251         | V3          |
| Pittsburgh Steelers | 9           | 7           | 0           | .563        | 2–4         | 5–7         | 352         | 313         | S1          |
| Cincinnati Bengals  | 6           | 10          | 0           | .375        | 2–4         | 4–8         | 244         | 312         | S1          |

## Premi
- Earl Campbell:

giocatore offensivo dell'anno